# Charles Murray (ator)
Charles Murray (22 de junho de 1872 – 29 de julho de 1941) foi um ator norte-americano da era do cinema mudo. Ele atuou em 283 filmes entre 1912 e 1938. Murray nasceu em Laurel, Indiana e faleceu em Los Angeles, Califórnia, vítima de uma pneumonia.

## Filmografia selecionada
- Safe in Jail (1913)
- Murphy's I.O.U. (1913)
- Red Hicks Defies the World (1913)
- The Mothering Heart (1913)
- Professor Bean's Removal (1913)
- The Riot (1913)
- Two Old Tars (1913)
- Her Friend the Bandit (1914)
- Mabel's Married Life (1914)
- Love and Bullets (1914)
- The Masquerader (1914)
- His New Profession (1914)
- Killing Horace (1914)
- Fatty Again (1914)
- Rum and Wall Paper (1915)
- Hogan's Romance Upset (1915)
- Their Social Splash (1915)
- Fatty and the Broadway Stars (1915)
- Yankee Doodle in Berlin (1919)
- A Small Town Idol (1921)
- Lilies of the Field (1924)
- The Mine with the Iron Door (1924)
- The Girl in the Limousine (1924)
- Sundown (1924)
- Who Cares (1925)
- Mike (1925)
- The Wizard of Oz (1925)
- The Cohens and Kellys (1926)
- The Boob (1926)
- Mismates (1926)
- Paradise (1926)
- Subway Sadie (1926) (en)
- The Masked Woman (1927)
- The Gorilla (1927)
- The Life of Riley (1927)
- Do Your Duty (1928)
- Clancy in Wall Street (1930)
- The Stolen Jools (1931) (en)
- The Cohens and Kellys in Trouble (1933)